# Hirtuleius
Hirtuleius is een geslacht van Phasmatodea uit de familie Phasmatidae. De wetenschappelijke naam van dit geslacht is voor het eerst geldig gepubliceerd in 1875 door Carl Stål.

## Soorten
Het geslacht Hirtuleius omvat de volgende soorten:
- Hirtuleius caudatus Chopard, 1911
- Hirtuleius granuliceps Conle, Hennemann & Gutiérrez, 2011
- Hirtuleius laeviceps Stål, 1875